# Artia brachycarpa
Artia brachycarpa är en oleanderväxtart som först beskrevs av Louis Antoine François Baillon, och fick sitt nu gällande namn av P. Boiteau. Artia brachycarpa ingår i släktet Artia och familjen oleanderväxter.

## Underarter
Arten delas in i följande underarter:
- A. b. coriacea
- A. b. lanceolata